# Ланкастер (Калифорния)
Ланкастер (англ. Lancaster) — восьмой по размеру город в округе Лос-Анджелес и девятый по скорости роста населения город в США. Ланкастер расположен приблизительно в 70 милях (112,5 км) к северу (по дорожному пути) от Лос-Анджелеса. В 2007 году население городской зоны Ланкастера (Lancaster, CA Urbanized Area, согласно Бюро переписи США) составило 446 342 человека.
В городе находится солнечная электростанция СТЭС Сиерра.

## Демография

### 2010
По данным Бюро переписи населения 2010 года в городе проживало 156 633 человека. Плотность населения составляла 1656,7 человек на км². Расовый состав населения города составлял 49,6 % белых, 20,5 % афроамериканцев, 1,0 % американских индейцев, 0,2 % жителей тихоокеанских островов и 19,0 % из других рас. Испаноговорящие составили 38 %.

## Известные люди
- Джуди Гарленд, актриса[3]
- Фрэнк Заппа, американский композитор, музыкант, певец[4]